# Harlequin Enterprises

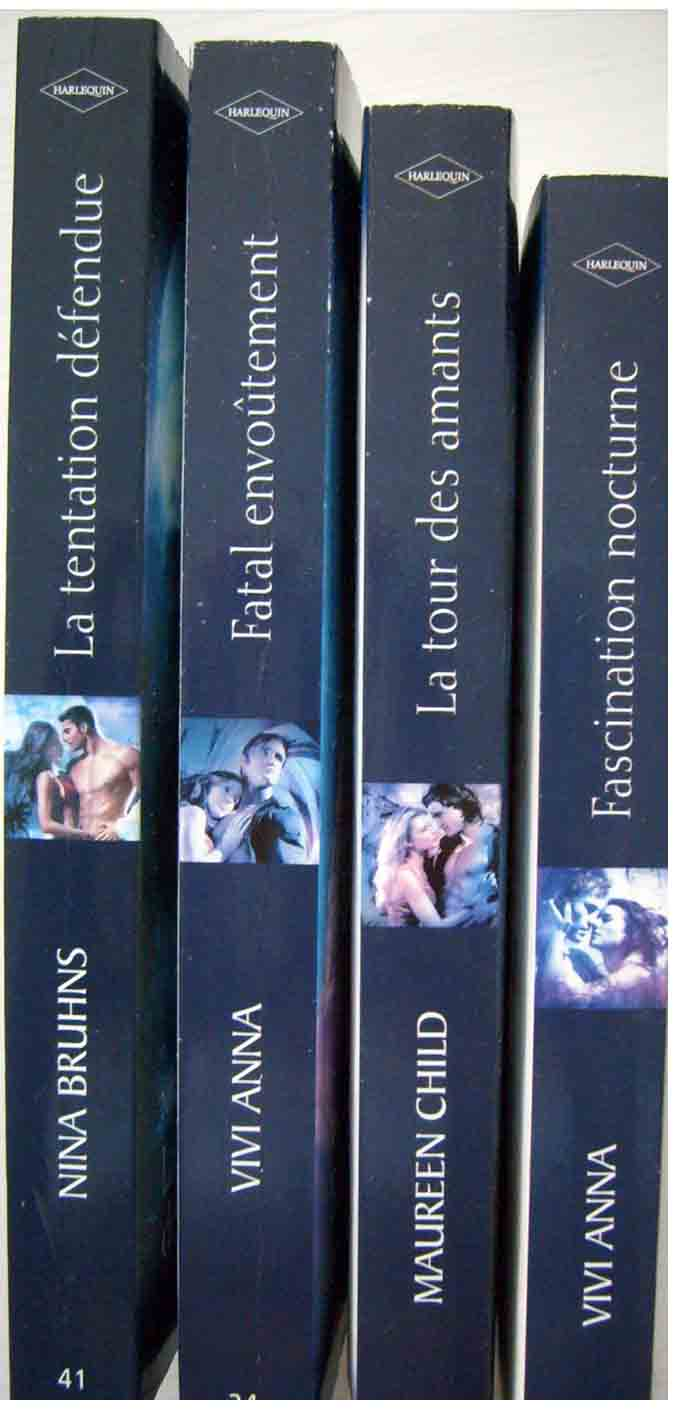
Collection Nocturne van Harlequin

Harlequin Enterprises Limited is een van oorsprong Canadese uitgeverij van romantische fictie voor vrouwen, opgericht in 1949 door Richard Bonnycastle. Het bedrijf was van 1981 tot 2014 in bezit van Torstar Corporation, de grootste krantenuitgever van Canada. Sinds 2014 maakt Harlequin deel uit van HarperCollins. Maandelijks geeft Harlequin ongeveer 120 nieuwe pocketboeken uit in 34 verschillende talen. Deze boeken worden verspreid in 110 landen en door meer dan 1300 auteurs wereldwijd geschreven. De omzet van Harlequin Enterprises is 426,5 miljoen per jaar (Canadese dollars).
Harlequin geeft onder andere romantische boeken, doktersromans, historische romans, erotische romans, young-adult-boeken, thrillers en fantasyboeken uit. De pockets zijn verkrijgbaar in het tijdschriftenschap van supermarkten en kiosken, in abonnementsvorm, als e-book en in de boekhandel. De pockets van Harlequin worden ook wel 'driestuiverroman' (vanwege de lage prijs) of 'keukenmeidenroman' genoemd.
Harlequin Holland is in 1975 gestart en geeft zo'n vijftien verschillende reeksen uit, met als bekendste de Bouquetreeks, Intiem en Doktersroman. In de Bouquetreeks worden klassieke liefdesverhalen uitgebracht waarin een man en een vrouw verliefd op elkaar worden, maar eerst enkele hindernissen moeten overwinnen voordat ze voor altijd samen kunnen zijn. In 2023 verscheen de 4500ste titel in de Bouquetreeks.